# Romain Wolff
Romain Wolff, né le 13 octobre 1951 à Luxembourg, est un pilote de course de côte luxembourgeois d'Elvange/Mondorf.

## Biographie
Mécanicien de formation, il est le seul pilote de son pays à avoir conquis un titre continental en montagne, sur une voiture du DUWO Racing team, société qu'il gère toujours avec Jean-Marie Dumont (encore en activité sportive automobile).

## Palmarès

### Titre
- Champion d'Europe de la montagne, catégorie Serial Car en 1979 sur Ford Escort 2000 RS (Gr. 1).

## Victoires en championnat d'Europe
6 victoires du Groupe 1 pour 9 participations, en 1979:
- Ampus
- Montseny
- Dobratsch
- Trento Bondone
- Macerata
- Saint-Ursanne

(2e à Bolzano Mendola et Puig Major, ainsi que 3e au Mont-Dore)